# Basilisk Peak
Der Basilisk Peak ist mit 253 m die höchste Erhebung auf dem Kraterrand der Bellingshausen-Insel in der Kette der Südlichen Sandwichinseln.
Das UK Antarctic Place-Names Committee benannte ihn 1971 so, weil der Krater „[…] die Aura verströmt, als habe der mythische Basilisk dort seine Höhle“.